# Fendlera
Fendlera é um género botânico pertencente à família Hydrangeaceae.

## Espécies
- Fendlera falcata Thornber
- Fendlera linearis Rehder
- Fendlera rupicola A.Gray
- Fendlera tamaulipana B.L.Turner
- Fendlera wrightii (Engelm. & A.Gray) A.Heller